# Полосатый лангур
Полосатый лангур (лат. Presbytis femoralis) — вид млекопитающих из семейства мартышковых. Встречается на Малайском полуострове и острове Суматра в Индонезии.

## Систематика
Выделяют три подвида:
- Presbytis femoralis femoralis — обитает на островах Сингапур и Джохор
- Presbytis femoralis percura — обитает на севере Малайского полуострова
- Presbytis femoralis robinsoni — обитает на востоке Суматры.

При этом существуют альтернативные варианты классификации, включающие Presbytis natunae, Presbytis siamensis и Presbytis chrysomelas в состав вида в качестве подвидов, либо включающие все эти виды и подвиды (в том числе Presbytis femoralis) в качестве подвидов в состав Presbytis melalophos. Генетические исследования, проведённые в 2010 году, показали, что P. f. robinsoni может быть родственен скорее Presbytis siamensis чем P. f. femoralis.

## Описание
В длину от 432 до 610 мм без учёта хвоста, длина хвоста составляет до 610 до 838 мм. Вес о 5,9 до 8,2 кг. Шерсть на спине и боках тёмная, брюхо более светлое. P. f. femoralis имеет практически чёрную шерсть на спине и белую на брюхе. Окрас шерсти P. f. robinsoni ближе к тёмно-серому на спине и светло-серому на брюхе.

## Поведение
Дневное древесное животное. Предпочитает дождевые леса из деревьев семейства Dipterocarpaceae. На землю спускается реже, чем остальные листоядные обезьяны. Населяет как первичные, так и вторичные леса, а также мангровые заросли и заболоченные леса.
Образует группы от 3 до 11 особей. В группе обычно один взрослый самец и несколько самок с потомством. Каждая группа охраняет территорию от 9 до 21 гектар. В рационе преимущественно листья, а также фрукты и семена. В отличие от многих других обезьян, эти приматы разгрызают семена, что препятствует их распространению. Размножается круглый год, специфического сезона размножения нет. Детёныши отлучаются от матери в возрасте от 9 до 10 месяцев.

## Статус популяции
Международный союз охраны природы присвоил этому таксону охранный статус «Виды, близкие к уязвимому положению» (NT), поскольку популяция страдает от сокращения ареала обитания.